# 機動戦士ガンダム バトルオペレーション Code Fairy
『機動戦士ガンダム バトルオペレーション Code Fairy』 (きどうせんしガンダム バトルオペレーション コード・フェアリー、MOBILE SUIT GUNDAM BATTLE OPERATION Code Fairy)は、バンダイナムコエンターテインメントより2021年11月5日に配信されたPlayStation 5・PlayStation 4用ゲームソフト。
基本無料のオンライン対戦ゲーム『機動戦士ガンダム バトルオペレーション2』（以下『バトオペ2』）のゲームシステムをベースに、1人プレイ用のオフラインゲームとして制作されたバトルアクションゲームである。PS5・PS4両プラットフォームともにPlayStation Storeによるダウンロード販売専用であり、現時点におけるパッケージ版の販売は予定されていない。

## 概要
第1話から第5話までを収録したVol.1、第6話から第10話までを収録したVol.2、第11話から第15話までを収録したVol.3が順次配信された。また、全話セットになったスタンダードエディション、さらに『バトオペ2』用の特典を追加したデラックスエディションが発売された。これらのエディションの予約購入者には、通常より1日早くプレイできるアーリーアクセス特典が付与された。
本作は『バトオペ2』とのセーブデータ連動機能があり、本作のセーブデータで『バトオペ2』に特殊機体の追加、『バトオペ2』のセーブデータで本作に新たなミッションの追加の特典がある。
なお『バトオペ2』とは異なり、通常のタイトルと同じく動画配信（ライブストリーミング）は許可されていない。

## あらすじ
序盤
宇宙世紀0079年、のちに一年戦争と呼ばれる戦いが勃発して8か月が過ぎた頃、ジオン公国軍のパイロット候補生の少女・アルマ・シュティルナー少尉は、北米を拠点とするキシリア・ザビ直属の秘匿部隊『ノイジー・フェアリー』に着任、モビルスーツ (MS) 部隊のリーダーに任命される。
9月、メカ開発と情報解析が得意なミア・ブリンクマン技術少尉と、遠距離狙撃が得意なヘレナ・ヘーゲル曹長とともに、鹵獲した公国軍MSを運用している地球連邦軍の部隊と交戦し、みごと初陣を飾る。徐々に絆を深めながら、着実に任務をこなしていく3人。
そんな中、連邦軍のオデッサ作戦開始直前の時期のシアトルでの輸送部隊襲撃の際に、アルマは護衛の連邦軍MSの1機から強烈なプレッシャーと殺意を感じ取る。そのMS「ガンダム・ピクシー」を駆るのは、対ノイジー・フェアリー専門部隊『ウィッチハント』隊の一員で、ジオンを激しく憎悪する狂気に彩られた女性パイロット、リリス・エイデンであった。
中盤
激しい戦闘の中で、アルマ達はそれぞれ自身の悩みやコンプレックスと向き合いながら、自分自身でそれを克服して、パイロットとして乗り越えていく。
その後、地球連邦軍の『ブラックドッグ隊』の隊長で、戦場を遊び道具のようにふるまうレナート・ジェルミらの狩る、ステルスなどの特殊兵装を積んだ「ブラックライダー」「ホワイトライダー」などの試作実験機MS部隊と交戦。アルマは自身のニュータイプ能力に機体が付いていけないジレンマを抱えながらも、なんとかブラックドッグ部隊を退ける。
そんなアルマの下に、ケンプファーを改修した高機動試作MS「ティターニア」が届けられる。しかし、それは全身を武装で埋め尽くす反面で、耐久性を軽視した「帰還を考慮しないMS」であったが、力を求めるアルマは新型機への搭乗を決める。
一方、ノイジー・フェアリー部隊に圧倒的な火力が必要だと考えたミアは、ヒルドルブの30サンチ砲を搭載した巨大MS「ドム・ノーミーデス」を開発。ヘレナはスナイパー兼迎撃役として、「イフリート・イェーガー」を乗りこなすようになる。
終盤
やがて、地球連邦軍の猛攻により、ジオン軍は地球での活動が困難になっていく。そんな中、アルマ達「ノイジー・フェアリー」の拠点基地である『ティルナノーグ』が連邦軍に察知され、敵MS部隊が押し寄せてくる。ブラッグドッグ隊の進撃により『ティルナノーグ』を自爆させて、逃走に成功する。
ジオン軍のカルフォニアベース基地へと転戦した一行は、そこでも連邦軍の進撃に遭うが、迎撃に成功。脱出部隊を逃がすための殿として戦うことになる。

## 登場人物

### ジオン公国軍の人物

#### ノイジー・フェアリー隊
キシリア・ザビが、ジオン公国領内で埋もれている人材の発掘と人的資源の確保を名目に設立した部隊。制式名称は地球方面軍第2地上機動師団第11MS大隊司令部付き特務小隊であるが、秘匿部隊であることから「ノイジー・フェアリー」のコード・ネームを使用する。これはキリーによる命名で、「女3人寄ればかしましい」という日本の諺にちなんでいる。女性のみで構成されており、北米にある「ティルナノーグ (Tír na nÓg)」と呼ばれる屋敷を拠点とする。下記の隊員のほか、第6話で整備班員たち、第11話で輸送機シルフのパイロットおよびオペレーター3名が確認できる。
アルマ・シュティルナー (Alma Stirner)
声：佐倉綾音
サイド3出身。0063年7月4日生まれ、AB型。身長160センチ、体重52キロ。
本作の主人公で、階級は少尉。赤毛で、瞳の色は緑。キリーが引き抜いてきたパイロット候補生で、実戦経験はなく同隊で初陣を飾るが、才能はずば抜けている。勘が良すぎることが災いして人間関係に苦労してきたが、裏表なく明るく頑張り屋な性格。能天気なところもある。
当初は特に疑問を抱くことなく戦い続けるが、リリスとの戦場での邂逅によって、自分達ジオンを激しく憎む者達の感情を痛感。一時的に戦意を喪失して戦列を離れるも、同僚の励ましなどにより復帰する。さらには戦況の劣勢によって自分達の「家」であったティルナノーグを失った経験から、大切なものを奪われてしまうことで人が怒りや憎しみに飲まれてしまうことを理解するに至り、ジオンのためでは無く自分達が生き残るために戦い続ける事を決意する。
コールサインはフェアリー・リーダー。
フラナガン機関の出身であり、第14話ではみずからその出自を仲間に語る。しかしサイコミュは上手く扱えず、気分転換にMSのシミュレーターばかりやっていたところ、その記録をもとにキリーに声をかけられたという。しかし、「アナザーミッション：NF編」では効果音（『機動戦士ガンダム』でニュータイプ能力を発揮する際に使われるもの）とともにブルーディスティニー1号機の襲来を感知し、同機との交戦中に旧知の仲であるマリオン・ウェルチの存在を感じ取っている。なお本作のシナリオ担当の徳島雅彦は、ノイジー・フェアリー隊加入前はキャリフォルニアベースでグラブロ試作水中ビット搭載型のテスト要員であったとの「裏設定」を公表したが、その後発表されたコミカライズ版では、回想シーンで同機のシミュレーターのパイロットとしてテストをおこなうも、ビットをうまく扱えず「UNQUOLIFIED（不適格）」の烙印を押されてしまう様子が描かれた。
ミア・ブリンクマン (Mia Brinkman)
声：河野ひより
サイド3出身。0064年3月5日生まれ、O型。身長152センチ、体重47キロ。
部隊最年少の15歳で、階級は技術少尉。眼鏡をかけている。ツィマット社（親は同社の上席研究員）から天才技術士官として推薦されるも、キリーの采配によりMSパイロットとなる。しっかり者で、技術者の視点を活かした情報分析をおこなう。同じような立場で天才と呼ばれ、ライバル会社であるジオニック社に所属するメイ・カーウィンを意識しており、一時は彼女には適わないと自信を喪失しかけるが、アルマ不在の中でリーダーに任命され、技術者兼パイロットならではの戦況分析により作戦を成功させ、自身を取り戻す。
コール・サインはフェアリー2。
コミカライズ版によれば、幼少の頃から「天才」「ツィマット社を導く有能な技術者になる」と期待される。一年戦争勃発後、ツィマット社の「所長」からメイと同様の地球行きをもちかけられ、両親は反対するものの「みんなの役に立ちたい」とみずからの意思で同意し、キリーの部隊のMSの整備をおこなっている。また、ノイジー・フェアリー隊加入後はスコープ使用の際に眼鏡が邪魔になるため、途中から戦闘時はコンタクトレンズに付け替えるようになる。
ヘレナ・ヘーゲル (Helena Hegel)
声：大地葉
サイド3出身。0061年1月30日生まれ、AB型。身長170センチ、体重55キロ。
階級は曹長。銀髪のショートヘアで、左腕と左胸にはタトゥーを入れている。スラム街育ちで、粗暴な言動で他人に対しても警戒心が強いが、ひとたび認めた相手の信頼は厚く姉御肌で面倒見もよい。もとは（生身での）狙撃兵。
コール・サインはフェアリー3。
コミカライズ版によれば、自分を慕う少女（血縁関係は不明）を食べさせるために軍に志願する。狙撃手として結果を残せば認められると信じ、どんなに辛くても投げ出さずにひたすら腕を磨き続け、作戦で一緒になったキリーに声を掛けられる。
キリー・ギャレット (Killy Garrett)
声：植田佳奈
サイド3出身。0055年5月13日生まれ、B型。身長171センチ、体重58キロ。
部隊の指揮官。一年戦争開戦当初に戦果を挙げ、「ハーピー」あるいは「キラー・ハーピー」の2つ名をもつエース・パイロットとなる。キャリフォルニアベース防衛隊隊長となるが、キシリアによる特務部隊設立構想を受け、パイロットを辞して指揮官となる。
優秀なジオン軍人でありながらも、ジオニズムや独裁的なザビ家を妄信してはおらず、内心ではスペースノイド独立を建前にコロニー潰しやコロニー落としといった虐殺をおこなうジオンの狂気に苦悩しており、そのジオンの勝手な都合で若い少女であるアルマ達が前線で戦い続けさせられている現実に心を痛めている。またガルマ・ザビの戦死によって、もはやザビ家の暴走を止められる者はいなくなったと考えている。
メカニックデザイン企画『モビルスーツバリエーション (MSV)』で名前とパーソナル・エンブレム（ハーピー）は設定されていたが、本作で初めてビジュアルがデザインされた。
バルバラ・ハハリ (Barbara Hahari)
声：内田彩
サイド3出身。0058年4月28日生まれ、A型。身長165センチ、体重50キロ。
副隊長で階級は中尉。軍学校で優秀な成績をおさめたエリート。軍律に厳しく部下にも容赦ないが、内面は優しく誠実である。キリー不在時には、代理でノイジー・フェアリー隊の指揮を執る。
第11話でノイジー・フェアリー隊の監視、忙殺後の戦意向上のプロバガンダとして利用するためにギレン・ザビ総帥直轄の諜報機関から送り込まれたスパイであり、定期的に連絡員と接触して同隊の活動記録を渡し、ノイジー・フェアリー隊忙殺のためにティルナノーグに大量の爆弾を仕掛けていたことが発覚する。しかし、親族が反ザビ派の容疑で逮捕され、実質的に人質になっており、彼らを守るために選択の余地はなかったことから隊員には許されている。以降はノイジー・フェアリー隊を守るために全力を尽くすことを決意している。
イルメラ・グルーバー (Irmela Gruber)
声：藤田奈央
サイド3出身。0057年6月10日生まれ、A型。身長168センチ、体重59キロ。
整備班長で階級は軍曹。部隊の母親的存在だが、本国には実の娘がいる。キリーが本音で語り合える友人でもある。整備室にこっそり酒をもちこんでいるが、バルバラに知られている。パティシエールの有資格者でもある。

#### その他の人物（ジオン公国軍）
以下の部隊・隊員はリンク先を参照。
- ブラウアー隊
- 闇夜のフェンリル隊
- レッドチーム

イアン・グレーデン (Ian Graden)
声：松田健一郎
キリー同様、『MSV』が初出。階級は中尉。第6話で、ザクキャノン小隊を率いてヘレナと共闘する。ヘレナに、狙撃にこだわらず「殻を破る」ようアドバイスする。その後、キャリフォルニアベース防衛戦やケープカナベラル基地籠城戦などでノイジー・フェアリー隊と共闘する。
プレモンス
声：最上嗣生
グレートキャニオンの物資集積所の指揮官で、階級は大尉。ゲームのエンディング・クレジットでは単に「指揮官」とされており、コミカライズ版で名前や容貌などが明らかにされた。
ブラックドッグ隊に部下を人質にとられ、やむなく友軍への襲撃を続ける。最期はアルマのティターニアを攻撃しようとするところを、イアンに撃破される。ゲームではザクキャノン、コミカライズ版ではザク・デザートタイプに搭乗。
ゲームではバルバラが「非常に軍規に厳しい方と聞く」と述べているが、コミカライズ版では面識があるようで、どの程度厳しいかの問いには「私が言うんだ。わかるだろ…？」と返している。

### 地球連邦軍の人物

#### ウィッチハント隊
リリス・エイデン (Lilith Aidan)
声：上坂すみれ
地球出身。0058年11月17日生まれ、A型。身長165センチ、体重56キロ。
階級は少尉。コロニー落としで失った家族の仇を討つため、MSのテスト・パイロットから前線部隊へ転属。コミカライズ版によれば、連邦軍入隊式の最中に起きたコロニー落としで両親と妹を失ったとされる。復讐のために自分の命も顧みず戦闘に明け暮れ撃墜数を伸ばした結果、エース・パイロットとして新型機が優先的に配備されている。復讐に明け暮れて身なりも気にしないため、ボサボサになっている長髪等、陰気な雰囲気が目立ってしまっている。また、額には髪の毛で隠れている傷がある。
第3話のシアトルで、専用の陸戦型ジムに搭乗してノイジー・フェアリー隊と初交戦。その後、対ノイジー・フェアリー専門部隊「ウィッチハント」の一員となり、第5話のアリゾナではガンダム・ピクシーに搭乗、第10話では専用に改修・塗装された同機に搭乗する。
当初は自らの憎しみのままにノイジー・フェアリー隊に戦いを挑むが、捕虜を人質に取ってジオン兵達に同士討ちを強要するブラックドッグ隊の非道さを目の当たりにした結果、自分の行為に迷いを抱く様になる。バリーに軍人としての在り方を教えられ、ボサボサになっていた髪形を整え、「復讐」のためではなく「軍人としての任務」を全うする為に、ノイジー・フェアリー隊と最後の対決に挑み、アルマの駆るティターニアと交戦するも敗北。とどめを刺されることなく見逃される。
その後、ケープカナベラル基地にて戦争の終戦と停戦命令が下った際は、バリーと共に駆け付け、ノイジー・フェアリー隊を始めとする残存兵達の虐殺を先導しようとするレナートの暴挙を阻止。アルマに投降をうながす。
バリー・アボット (Barry Abbot)
声：間宮康弘
地球出身の男性。0037年9月6日生まれ、O型。身長190センチ、体重84キロ。
階級は大尉。北米のMS隊のひとつの指揮官。典型的な職業軍人だが、情に厚く、軍人として守らねばならない規範を理解する姿勢から、部下からは慕われている。リリスの上官となり、娘の姿を重ねつつまともな人間に更生させたいと願っており、次第に自らの行いに苦悩する事になる彼女を導いていく。
当初は陸戦型ジムに搭乗、のちにリリスとともにウィッチハント隊の一員となり、第10話で装甲強化型ジムに乗り換える。

#### ブラックドッグ隊
レナート・ジェルミ (Renato Germi)
声：小林裕介
地球出身。0057年7月18日生まれ、B型。身長172センチ、体重64キロ。
階級は中尉。北米方面軍所属の、腕は優秀ながら性格的に問題を抱えた兵士が集められた部隊「ブラックドッグ」の隊長を務める。見た目の印象とは異なり、戦争をゲームの様に楽しみ、快楽殺人同然な戦い方をするなど、論理観が著しく欠如している。軍上層部はその行為や実情を知ってはいるが、戦力として利用価値がある事から黙認し、かつ援助している。味方を平気で使い捨ての道具にし、気に入らなければ殺そうとさえもする残虐非道さや幼稚な思考は、敵対したアルマからも「戦争を遊び道具にしたただの子供」と評されている。乗機は、ガンダムに似た頭部に改修された、部隊カラーの黒に塗られたジム・スパルタン。
ノイジー・フェアリー隊との最終決戦の中、味方であるファングγの機体もろともアルマの搭乗するティターニアを排除しようとするが、激昂したファングγに反抗され、ともに崖から落ちて大爆発に巻き込まれる。しかし、機体は満身創痍ながら生き残ってケープカナベラル基地に乗り込み、戦争終結による停戦命令に動揺する連邦兵士達に対し、すでに戦う意志のないアルマ達を殺すようそそのかし、みずから撃とうとするが、駆け付けたリリスによって取り押さえられる。
コミカライズ版では、上官の裏切りで死にかけ、部隊の中でひとり生きて発見されてから倫理観が欠如したと噂される。また、ブラックドッグ隊のMSの左肩およびシールドには、部隊名の「黒い犬」をモチーフにした部隊章が描かれている。
ファングβ
声：岡井カツノリ
ファングγとともにレナートと小隊を組む。ゲームではコール・サインのみで呼ばれ、声のみ登場。
初登場時は部隊カラーに塗られたジム・スパルタンに搭乗。その後ホワイトライダーに乗り換えて部隊とともにケープカナベラル基地へ向かうノイジー・フェアリー隊を襲撃する。その後は登場しない。
ファングγ
声：最上嗣生
ブラックライダーに乗り換えてノイジー・フェアリー隊を襲撃するが、自分もろとも敵機を撃破しようとするレナートに激昂して飛び掛かり、ともに崖から落ちる。その後は登場しない（レナートはのちに再登場）。
コミカライズ版でのファングβおよびγは、ティルナノーグ攻略戦でひとりはティターニアを狙うレナート機の射撃に巻き込まれ、もうひとりはティルナノーグの地下に仕掛けられていた爆破装置の起爆から逃げ遅れ、レナート機にすがりつくも蹴落とされ爆発に飲み込まれる。このため、ホワイトライダーおよびブラックライダーには搭乗しない。

### コミカライズ版のみの登場人物
以下の人物はリンク先を参照。
- シャア・アズナブル

ノア・カーペンター (Noah Carpenter)
連邦軍オーガスタ基地所属のホワイトライダーのテスト・パイロット。27歳。クールな性格で、自分がグレイヴの捨て駒であることを自覚しており、みずからの行く末を憂う。一方で病的な潔癖症であり、機体を汚されると激昂する。
ノイジー・フェアリー隊との交戦後、アキンとともに基地で秘密裏に処分されそうになるが脱走し、銃撃を受け傷を負いながらそれぞれの乗機を奪取し自軍と交戦するも失敗に終わる。しかし、同基地で乗機の整備をねじ込んでいたレナートがその一部始終を目撃し、その戦いぶりを「イカれてやがる」と気に入り、「閣下」に交渉して機体ごとブラックドッグ隊へ編入させる。
2度目のノイジー・フェアリー隊との交戦では、ドム・ノーミーデスとイフリート・イェーガーの連携攻撃によって一太刀を浴びせられ、爆発寸前のところをレナート機の射撃で「処分」され死亡。
アキン・ヴァンデンベルグ (Akin Vandenbergh)
オーガスタ基地所属のブラックライダーのテスト・パイロット。18歳であるが、精神年齢は非常に幼く、破壊衝動が強い。ようやく実戦参加できることを喜ぶが、研究所で虐待を受けており、機体を壊して叱られることを極度に恐れる。
ブラックドッグ隊編入後のノイジー・フェアリー隊との交戦では、ティターニアを抑え込んだところでレナート機によってブラックライダーに仕込まれていた自爆装置を作動させるための射撃を受け、逆にレナート機を道連れに崖から飛び降り爆死する。

## 登場兵器
詳細はリンク先を参照。

### ジオン公国軍の兵器
ノイジー・フェアリー隊のMSにはミアの発案による共通コックピットが採用されており、機種転換などが臨機応変に可能となっている。なお、これがのちの統合整備計画に影響を与えたかは不明。
アルマ搭乗機
- MS-06G 陸戦高機動型ザク (AS) - アルマの搭乗機で、彼女の戦闘スタイルに合わせて装備類が換装されている。強襲型。
- ティターニア - ケンプファーを改修した機体。陸戦高機動型ザクに替わってアルマが搭乗する。強襲型。

ヘレナ搭乗機
- MS-06L ザクII［狙撃型］ (HH) - ヘレナの搭乗機で、ザク強行偵察型をベースとして狙撃任務に特化した機体。支援型。
- MS-08TX イフリート (HH) - ザクII［狙撃型］に替わってヘレナが搭乗する。汎用型。
- MS-08TX[NF] イフリート・イェーガー - ヘレナのイフリートを狙撃も可能なように改修した機体。汎用型。

ミア搭乗機
- MS-06JK ザク・ハーフキャノン (MB) - ミアが搭乗する支援用の機体で、脚部のアンダーグラウンド・ソナー (UGS) による優秀な索敵能力をもつ。汎用型。
- YMS-09D ドム・トロピカルテストタイプ (MB) - 大破したザク・ハーフキャノンに替わってミアが搭乗する。UGS装備。汎用型。
- ドム・ノーミーデス - ミアのドム・トロピカルテストタイプを支援用に改修した機体。ヒルドルブの30サンチ砲を搭載。支援型。

その他
- MS-05B ザクI
- MS-06 ザクII[注 1]
  - ザクII（重装備仕様）
  - MS-06G 陸戦高機動型ザク
  - MS-06K ザクキャノン
    - ザクキャノン（ラビットタイプ） - イアン専用機。『MSV』版と同様。

  - MS-06S[6] ザクII (KG) - キリ―専用機。左肩に「ハーピー」のエンブレムが描かれている。
  - MS-06V ザクタンク - キャノン砲仕様。
- MS-07B グフ
- MS-09 ドム
  - MS-09K-2 ドム・キャノン複砲仕様
  - MS-09F/Br ドム・バラッジ
- MSM-03 ゴッグ - 以下の水陸両用MS群は「アナザーミッション：バリー編」に登場。
  - MSM-03C ハイゴッグ
- MSM-04 アッガイ
  - MSM-04N アッグガイ
- MSM-07 ズゴック
  - MSM-07E ズゴックE
- MSM-10 ゾック
- YMT-05 ヒルドルブ - 放棄された機体が第5話に登場。
- HLV
- ガウ
- ギャロップ
- サムソン
- シルフ
- ドップ
- ザンジバル級機動巡洋艦「ラグナレク」 - コミカライズ版にのみ登場。

### 地球連邦軍の兵器
- RX-78XX ガンダム・ピクシー［初期配備型］ - リリスが搭乗する、陸戦での近接戦闘に特化したガンダム。カラーリングはグレー。
  - ガンダム・ピクシー (LA) - リリス専用機として改修されたピクシー。カラーリングが赤に変更され、機体各部に増加装甲が装着され、武装も変更されている。
- RX-80WR ホワイトライダー - ペイルライダー計画の試作1号機。王冠のような頭部と、弓を彷彿とさせる複合兵装「シェキナー」を装備。
- RX-80BR ブラックライダー - ペイルライダー計画の試作3号機。光学迷彩によって姿を消すことが可能で、背部に天秤を彷彿とさせる電子戦用ユニットを装備。

- RRf-06 ザニー（地上仕様）
- RX-75 ガンタンク
  - RX-75 量産型ガンタンク
- RX-77-2 ガンキャノン
  - RX-77-3D ガンキャノン重装型 タイプD
  - RX-77D 量産型ガンキャノン
- RX-79BD-1 ブルーディスティニー1号機 - 「アナザーミッション：NF編」に登場。
- RGM-79 ジム - 陸戦型ガンダム用のビームライフルを装備した機体が第4話のみ登場。
- RGM-79[G] 陸戦型ジム
  - 陸戦型ジム (LA) - リリス専用機。ツイン・ビーム・スピアを装備。
  - 陸戦型ジム (BA) - バリー専用機。カラーリングは淡いグリーン。
  - RGM-79[G] ジム・スナイパー
- RGM-79C 後期型ジム
  - RGM-79F 装甲強化型ジム
    - 装甲強化型ジム（BA）-バリー専用機。ミサイルランチャーを装備。

  - RGM-79FP ジム・ストライカー
- RGM-79D ジム寒冷地仕様
- RGM-79F 陸戦用ジム
  - RGM-79F デザート・ジム
- RGM-79G ジム・コマンド - ブラックドッグ隊仕様も登場。
  - RGM-79SP ジム・スナイパーII
- RGM-79L ジム・ライトアーマー
- RGM-79S  ジム・スパルタン［ブラックドッグ隊仕様］
  - ジム・スパルタン (RG) - レナート専用機。頭部がガンダムに近いものに換装されている。
- RGM-79SC ジム・スナイパーカスタム - ブラックドッグ隊仕様も登場。
  - RGM-79HC ジム・ガードカスタム
- RGC-80 ジム・キャノン
- RAG-79 アクア・ジム
  - RAG-79-G1 水中型ガンダム
  - TGM-79 ジム・トレーナー
- RX-81LA ジーライン・ライトアーマー
- RX-81AS ジーライン・アサルトアーマー
- MS-05B ザクI（鹵獲機）
- MS-06 ザクII（鹵獲機）
- 61式戦車
- ビッグ・トレー
- フライ・マンタ
- ヘビィ・フォーク級陸上戦艦

## ゲームシステム
基本的なゲームシステムは『機動戦士ガンダム バトルオペレーション2』に準ずるが、ストーリーがあり、テレビアニメのように1話ごとにオープニングテーマやエンディングテーマ、次回予告が流れるようになっている。敵との戦闘はアクションゲームになっており、MSを操作して敵目標を撃破していく。
全ての登場MSは「汎用型」、「強襲型」、「支援型」に分類され、　汎用型→強襲型→支援型→汎用型…といった3すくみの関係になっており、与える攻撃・受けるダメージも補正を受ける。
プレイヤーが操作するのは1機のみだが、僚機に指示を出すこともできる。
パイロットスキル
アルマ、ミア、ヘレナはそれぞれ特殊なスキルを発動することができる。スキルは使用後、一定時間経過で再使用可能になる。

## スタッフ
- プロデューサー：藤山賢彦
- ディレクター：菱沼雄允
- シナリオ：徳島雅彦
- キャラクター原案：田中将賀
- メカニックデザイン：瀧川虚至
- アニメーション監督、演出、絵コンテ：吉沢俊一

## 楽曲
オープニングテーマ「Fly high the "Fairy"」
作詞 - 黒崎真音 / 作曲 - 齋藤大 / 歌 - 黒崎真音
エンディングテーマ「Lights.」
作詞 - 黒崎真音 / 作曲 - 伊藤嵩也 / 歌 - 黒崎真音

## 開発
『バトオペ2』を遊んでいる現在のユーザーだけではなく、シリーズも初代『機動戦士ガンダム バトルオペレーション』（2012年-2017年）から9年経ち、改めて『バトオペ』シリーズ未経験ユーザーや『バトオペ』シリーズから離れたユーザーに、現在の『バトオペ2』を楽しんでもらえるための企画として立ち上げられた。『バトオペ2』のシステムを流用しつつもチュートリアルを用意したり、ストーリーに沿ってプレイすることで、新規のプレイヤーでも自然に『バトオペ2』の操作やオンラインゲームとしてのノウハウに慣れていけるようになっている。また、3部に分割した理由としては、『バトオペ2』の合間に遊んで欲しいとの思いから、一気にプレイするのではなくリリースの間隔を開けてある。
従来の『機動戦士ガンダム外伝』シリーズでは大人の男性軍人が中心になっていたが、本作では少女たちだけで構成された部隊が舞台となる。一年戦争の骨太な設定の一方で少女たちの日常シーンなどもコミカルに描写するなど、これまでと違った物語に挑戦することにより、従来のガンダムゲームをプレイしてこなかったユーザーにも興味を持ってもらおうという狙いもある。

## 漫画
『ガンダムエース』 (KADOKAWA) にて高木秀栄によるコミカライズが2022年2月号から2024年7月号まで連載された。
- 高木秀栄（漫画） / 矢立肇・富野由悠季（原作） / バンダイナムコエンターテインメント（協力） 『機動戦士ガンダム バトルオペレーション Code Fairy』 KADOKAWA〈角川コミックス・エース〉、全4巻
  1. 2022年7月26日発売[11]、ISBN 978-4-04-112847-3
  2. 2023年2月25日発売[12]、ISBN 978-4-04-113494-8
  3. 2023年9月26日発売[13]、ISBN 978-4-04-114210-3
  4. 2024年6月25日発売[14]、ISBN 978-4-04-115098-6